# Ångbåtskrigen

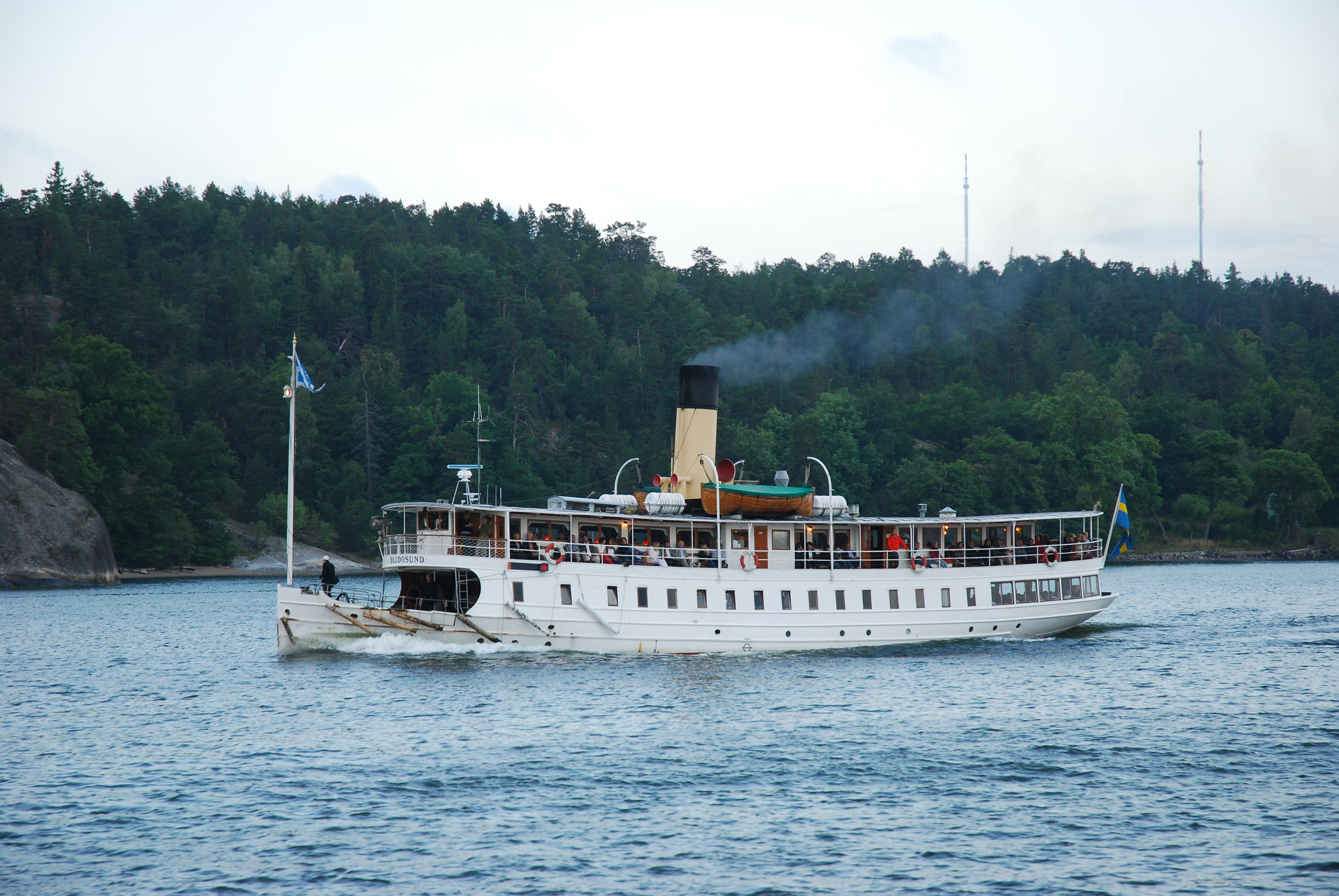
S/S Blidösund var blidösundsbolagets fartyg som konkurrerade med Waxholmsbolaget på 1910-talet.

Ångbåtskrigen var en serie konflikter mellan Waxholmsbolaget, som sedan slutet av 1800-talet dominerade skärgårdstrafiken i Stockholms skärgård, och ett antal nystartade rederier. Dessa rederier var ofta lokala företag som startats av skärgårdsbor som var missnöjda med hur Waxholmsbolaget utnyttjade sin dominerande ställning.

## Vaxholm
Först ut var Stockholm-Vaxholms Rederi AB som 1898 började konkurrera med Waxholmsbolaget (som då hette Waxholms Ångfartygs Aktiebolag) om den mest lönsamma linjen Stockholm–Vaxholm. Efter tre säsonger med stenhård konkurrens köpte WÅAB på hösten år 1900 upp konkurrenten och 1901 bildade tillsammans Waxholms Nya Ångfartygs Aktiebolag.

## Blidösund
1908 skickade ledande Blidöbor ut en inbjudan till aktieteckning i ett nytt rederi och 1910 hade man fått tillräckligt många inteckningar för att starta Blidösundsbolaget och beställa ett nytt fartyg från Eriksbergs Mekaniska Verkstad i Göteborg. Fartyget fick namnet S/S Blidösund och sattes in på rutten Stockholm–Norrtälje 1911.
För att stötta ”sitt” bolag krävde (med länsstyrelsens tillstånd) många av de byalag som ägde bryggor att de rederier som ville lägga till skulle ha tillstånd. De bryggor som trots allt uppläts åt Waxholmsbolaget utsattes för skadegörelse. Vid Glyxnäs och Almviks brygga restes höga gjutjärnsstaket längst ut på bryggorna och de öppnades bara för Blidösund. När Waxholm III försökte lägga till vid sidan av bryggorna möttes hon av såpade berghällar och stenar i vattnet. År 1912 upphävde regeringen länsstyrelsens beslut och det var nu fritt för alla bolag att anlöpa allmänna bryggor. Blidöborna tog då till andra knep. Bland annat så fick sommargäster som rest med "fel" båt inte hyra sommarstugor eller handla på kredit i handelsboden. Blidösund var det enda av ångbåtskrigen som slutade oavgjort. Både Blidösund och Waxholm III fortsatte att trafikera Blidö fram till 1950-talet då Waxholmsbolaget satte in snabbgående dieseldrivna fartyg.

## Norrleden

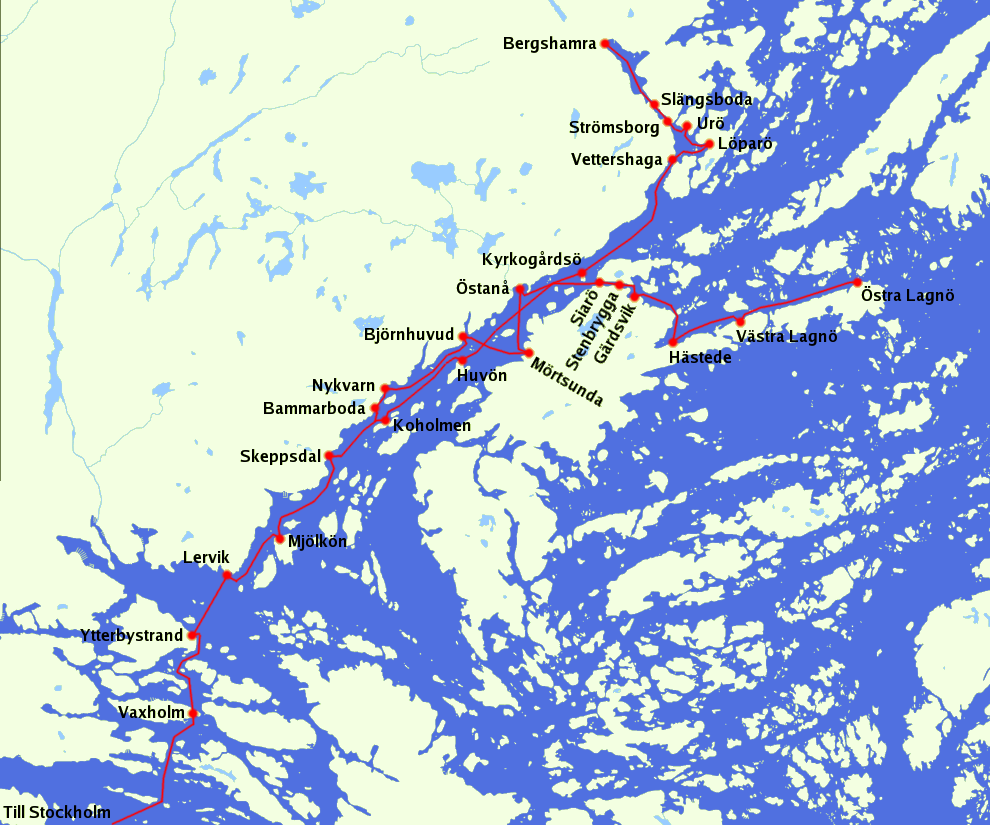
Linjesträckning för S/S Norrleden I (Stockholm–Bergshamra) och S/S Norrleden II (Stockholm–Östra Lagnö).

1921 bildades Rederi AB Norrleden för att ta upp konkurrensen på sträckningen Stockholm–Bergshamra, framför allt vintertid då Waxholmsbolagets turtäthet var dålig. Ett ångfartyg köptes in från Finland och fick namnet S/S Norrleden. Biljettpriset sattes till 2 kronor och 75 öre mot Waxholmsbolagets 3:50.
1922 köptes ytterligare ett fartyg in för att även kunna trafikera Östra Lagnö. Waxholmsbolagets satte sitt biljettpris till både Bergshamra och Östra Lagnö till 1 krona och 25 öre medan Norrleden tog en krona jämnt. Priskriget rasade och Waxholmsbolagets sänkte sitt biljettpris till 75 öre och så lågt som 25 öre för vissa turer. Norrleden sänkte till 50 öre.
Waxholmsbolaget lät även sina fartyg blockera tilläggningsplatserna för Norrledens fartyg, något som ledde till kollisionen mellan S/S Östanå II och S/S Norrleden I utanför Karlsudds ångbåtsbrygga. Priskriget tärde hårt på Norrledens ekonomi och när året var slut rådde ett underskott på 45 000 kronor i kassan. 1923 var man tvungen att lägga sig 25 öre över Waxholmsbolagets pris på 1:25. Trots det växte underskottet till 78 000 kronor.
1924 lade Norrleden ner den kostsamma vintertrafiken i januari, men i mars återupptogs trafiken. Isen låg fortfarande och det kunde hända att fartygen blev liggande i timmar i väntan på att konkurrenten skulle ge upp och ta sig an det kostsamma arbetet att bryta upp en ny isränna. I november gick Norrleden-rederiet i konkurs och fartygen såldes till konkurrenten Waxholmsbolaget som döpte om dem till S/S Sunnan och S/S Nordan.